# Anilida

Fórmula estructural general de las anilidas

Las anilidas, también llamadas fenilamidas, son un tipo de estructura química que forma la materia activa de diversos fungicidas sistémicos. Actúan penetrando en los tejidos vegetales para después ser transportados por la savia de la planta, protegiendo de este modo los diversos órganos. Las anilidas tienen una acción de cobertura, penetrante y sistémica, y por ello van a asegurar la protección preventiva y curativa de la planta.  No deben usarse más de tres días y el plazo de acción dura entre 10 y 14 días.
Estos fungicidas están indicados en la recuperación del mildiu y en algunos viveros. Normalmente se asocian a fungicidas de contacto y a veces se deben de complementar con cimoxamilo.
Algunos ejemplos de fungicidas con la estructura de las anilidas son: 
- Benodanil

- Pirocarbolid

- Carboxina

- Oxicarboxina

- Salicilanilida

## Ejemplos de fungicidas con estructura de las anilidas

#### Carboxina: Vitavax®
Es un fungicida sistémico, cuya función es combatir diferentes enfermedades causadas por hongos, donde el agente inoculante es transmitido por la semilla.  Está indicado para tratar las semillas de los cereales y para la prevención de carbones y rhizoctoniasis. En cuanto a la toxicidad, se puede dar toxicidad aguda y toxicidad crónica.

##### Estudios toxicológicos

###### Toxicidad aguda
En estudios experimentales con animales sobre su toxicidad los resultados en cuanto a la dosis letal 50 (DL50) fueron los siguientes:
- Oral en ratas: 2864 mg/Kg (Ligeramente tóxico. Categoría III)

- Inhalación en ratas: > 4,7 mg/L (Prácticamente no tóxico. Categoría IV)

- Dérmico en conejos: > 4000 mg/kg (Ligeramente tóxico. Categoría III)

Según la OMS no suponen un peligro agudo. 
Se puede producir toxicidad tópica. Capacidad irritativa: 
- Ocular: moderada

- Dérmica: leve

- Capacidad alergénica: leve

###### Toxicidad crónica
- Teratogenicidad: negativa

- Mutagenicidad: positiva

- En ratas se ha obtenido acumulación en el hígado.

- Puede producir efectos carcinógenos.

- Puede producir sensibilización en contacto con la piel.

###### Medioambiente
- La solubilidad en el agua es moderada

- La movilidad en el suelo es alta

Por estas dos características representa un riesgo por ser un posible contaminante de las aguas superficiales y subterráneas. 
- No es persistente en el suelo

- No es volátil

- Presenta una acumulación ligera

- Límites máximos permitidos en el agua superficial: 3μg/L en Suecia

#### Oxicarboxina: Planvax®
Es un fungicida heterocíclico con función sistémica. Tiene propiedades preventivas ya que protege a las plantas de las infecciones y además tiene propiedades curativas, puesto que una vez producida la infección, va reduciendo el tamaño de las lesiones y las hace desaparecer.
Su mecanismo de acción consiste en inhibir la fosforilación oxidativa en la etapa de formación de ácido succínico. Más específicamente va a actuar sobre el complejo 2 de la succinil deshidrogenasa dentro del ciclo de Krebs, por lo que va a interferir en la respiración vegetal.
En relación con su farmacocinética, el tiempo de vida medio de este compuesto en el aire es de 1,7 horas. En cambio en el suelo tiene un tiempo de vida media aproximadamente de 10 horas, ya que  presenta una alta motilidad y solo se puede biodegradar en condiciones aeróbicas. Su actividad permanece entre 2 y 8 semanas.
Esta indicado, como hemos dicho anteriormente, en procesos preventivos y curativos, como por ejemplo en el caso de las royas:
- Roya de clavel (Uromyces dianthi)

- Roya blanca del crisantemo (Puccinia horiana)

- Roya de los cereales (Puccinia sp.)

- Roya asiática de la soa (Phaskopsora pachyrhizi)

Además del empleo en cultivos para el control de royas, también se usa en otras enfermedades causadas por Basidiomicetes.
Es recomendable advertir que puede ser tóxico para algunas especies de plantas y también podría causar una toxicidad más leve en anfibios, peces y aves.
En cuanto a la toxicidad, puede ser aguda y crónica.

##### Estudios toxicológicos

###### Toxicidad aguda
En estudios experimentales con animales sobre su toxicidad los resultados en cuanto a la dosis letal 50 (DL50) fueron los siguientes: 
- Oral en ratas: 5816 mg/Kg en machos (Prácticamente no tóxico. Categoría IV) 1632 mg/kg en hembras (Ligeramente tóxico. Categoría III)

- Inhalación en ratas: > 5000 mg/L (Prácticamente no tóxico. Categoría IV)

- Dérmico en conejos: >5000mg/kg (Prácticamente no tóxico. Categoría IV)

Según la OMS no suponen un peligro agudo.
La sintomatología que presenta va a ser debida a la toxicidad tópica. Capacidad irritativa: 
- Ocular: leve

- Dérmica: leve

###### Toxicidad crónica
- Neurotoxicidad debido a los efectos colinérgicos.

Produce toxicidad por ingestión.

###### Medioambiente
- La solubilidad en el agua es alta

- Persistente en el suelo

- La movilidad en el suelo es alta

- No es volátil

- Presenta una bioacumulación ligera

- Límites máximos permitidos en el agua superficial: 3, 8μg/L en Holanda

- Es nocivo para organismos acuáticos y anfibios.[5]